# Pensilva
 (mars 2024).
Pensilva est un village des Cornouailles, en Angleterre. Le village fait partie de la paroisse civile de St Ive and Pensilva.